# Поцілунок (фільм, 1983)
«Поцілу́нок» (рос. «Поцелуй») — український радянський художній телефільм 1983 року режисера Романа Балаяна за мотивами однойменного оповідання Антона Чехова. Виробництво кіностудії імені Олександра Довженка.
Займає 62-у позицію у списку 100 найкращих фільмів в історії українського кіно.

## Сюжет
Артилерійська бригада зупинилась в маленькому селі. Місцевий поміщик, відставний генерал фон Раббек запрошує офіцерів до себе в гості. Всі офіцери, крім поручика Рябовича, розважаються — танцюють з чарівними дівчатами або грають на більярді. Рябович боязкий, сором'язливий, негарний, він не танцює, не бере участі в грі і взагалі всім заважає.
Рябович вирушає бродити по будинку, випадково чує розмову дружини генерала зі своїм чоловіком, яка скаржиться йому, що візити панів офіцерів занадто дорого їм обходяться. Потім Рябович випадково потрапляє в одну з темних кімнат і там його раптом обіймає і цілує незнайомка…

## У ролях
- Олег Янковський —  поручик Михайло Рябович
- Олександр Абдулов —  поручик Лобитко
- Олег Меншиков —  поручик Мерзляков
- Сократ Абдукадиров —  поручик Сальманом
- Олег Табаков —  бригадний генерал
- Олександр Адабаш'ян —  Сергій фон Раббек, син генерала
- Ірина Алфьорова —  Соня, панночка в бузковому
- Олександр Вокач —  генерал фон Раббек
- Євгенія Ханаєва —  дружина генерала
- Тетяна Кравченко —  Катюша
- Світлана Немирівська —  дочка поміщика
- Сергій Підгорний —  акомпаніатор
- Любов Руднєва
- Олена Михайлова

## Знімальна група
- Сценарист і режисер-постановник: Роман Балаян
- Оператор-постановник: Вілен Калюта
- Художник-постановник: Сергій Хотимський
- Композитор: Вадим Храпачов
- Звукооператор: Зоя Капістинська
- Художник по костюмах: Марія Левитська
- Художники по гриму: Людмила Семашко, Л. Гілєва
- Художник-декоратор: В. Рожков
- Режисер: Оксана Лисенко
- Оператори: А. Шигаєв, А. Рязанцев
- Режисер монтажу: Олена Лукашенко
- Комбіновані зйомки: оператор — Олександр Пастухов, художник — Володимир Цирлін
- Редактор: Олександр Кучерявий
- Директор картини: Зінаїда Миронова